# Hito Esmeralda
Hito Esmeralda je tromeđa na kojoj se susreću Argentina, Bolivija i Paragvaj. Ova geografska točka nalazi se na rubu rijeke Pilcomayo, na nadmorskoj visini od 200 m, s koordinatama .
Smješten unutar regije zvane Gran Chaco, granična oznaka označava trograničnu regiju u Južnoj Americi ; Nalazi se 8 km sjeveroistočno od argentinskog grada Santa Victoria Este i 8 km sjeverno od La Merced Mission, oba u pokrajini Salta.
Granica Chaco je uspostavljena slučajem Hayes 1878. i ugovorom komplementarnim granicama iz 1939. potpisanim u Buenos Airesu, i ratificiranim u Asunciónu 1945. godine.